# Alexandre Piankoff
Alexandre Piankoff (in russo Александр Николаевич Пьянков?, Aleksandr Nikolaevič P'jankov; San Pietroburgo, 18 ottobre 1897 – Bruxelles, 20 luglio 1966) è stato un egittologo francese di origini russe, specializzato in filologia egizia.

## Biografia
Attratto fin dalla giovane età dall'egittologia, si laurea prima della Rivoluzione Russa del 1917; espatriato in Francia, qui si arruola nell’Armata alleata in Oriente con la quale combatte sul fronte di Salonicco nell'ambito della Campagna di Macedonia.
Nel 1920, alla fine della guerra, intraprende studi di filologia egiziana a Berlino sotto la guida di Kurt Sethe e del suo maestro Adolf Erman. Inizia inoltre ad interessarsi di filosofia tedesca e orientale con particolare riguardo al pensiero cinese e alle correnti spirituali dell’India antica.
Stabilitosi a Parigi nel 1924 si dedica a studi classici presso l’Università della Sorbona seguendo,  contemporanea,  i corsi della scuola di lingue orientali moderne. Questo gli consente di ottenere il diploma di turco nel 1925, di arabo nel 1926 e di farsi nel 1927. Nel 1929 ottiene il dottorato in filologia avendo seguito i corsi di Étienne Drioton.
Tra il 1928 ed il 1939, ottenuta peraltro la nazionalità francese nel 1936, scrive molteplici articoli per l’istituto bizantino di Parigi, quale esperto di arabo e copto.
Arruolato nel 1939, viene riformato nel 1940 a causa di un distacco di retina, e si trasferisce al Cairo dove, dal 1942, è capo della missione francese d’archeologia orientale.
Si specializza in testi sacri del Nuovo Regno di cui esegue le traduzioni:
- il Libro dell'Amduat;
- il Libro delle Porte;
- il Libro delle Caverne;
- le Litanie di Ra
- i Libri dei Cieli contenenti il “Libro del Giorno”, il “Libro della Notte” e il “Libro della Vacca Celeste”.

Dopo aver pubblicato la completa traduzione del “Libro delle Porte”, in collaborazione con Charles Maystre, pubblica la traduzione dei rilievi delle cappelle in legno dorato della tomba KV62 di Tutankhamon.

## Pubblicazioni
- Le cœur dans les textes égyptiens depuis l'ancien jusqu'à la fin du nouvel Empire, Paul Geuthner, Paris, 1930.
- Une lampe Copte au musée du Louvre, Paris, 1935.
- con Charles Maystre, Le Livre des Portes, Textes hiéroglyphiques, MIFAO 68, IFAO, Le Caire, 1939.
- con Étienne Drioton, Le Livre du jour et de la nuit, (dont un chapitre sur l'écriture énigmatique), Paris, 1942.
- La création du disque solaire, Parigi, 1953.
- The tomb of Ramesses VI, 2 Vol., Pantheon Books, 1954.
- con Natacha Rambova, Egyptian religious texts and representations, Pantheon books, 1954, 1957 e 1964.
- Shrines of Tut-Ankh-Amon, Pantheon Books, 1955.
- Mythological Papyri, Pantheon Books, 1957.
- The litany of Re : Texts translated with commentary, Egyptian Religious Texts and Representations, Volume 4, Bollingen Series Template:XL:4, Pantheon Books, janvier 1964.